# Starving
«Starving» es una canción de la actriz y cantante estadounidense Hailee Steinfeld y el dúo americano Grey, con el DJ ruso-alemán Zedd. La canción fue escrita por los miembros de Grey, Michael Trewartha y Kyle Trewartha con Robert McCurdy, Christopher Petrosino, y Asia Whiteacre. Fue lanzado el 15 de julio de 2016 por Republic Records y Universal Music Group.

## Antecedentes
En una entrevista con Irina Grechko, de Nylon, Steinfeld dijo que Starving es una canción sobre el tipo de conocer a alguien, o llegar a conocer a alguien, hasta el punto de que aunque usted era alguien antes de que esa persona viniera, le han dado esta nueva perspectiva de sí mismo y de la vida, es la idea de que desde que entró en mi vida todo es diferente y no sabía que podía ser tan diferente desde que entró en mi vida ".

## Recepción de la crítica
Katherine Barner, de Idolator, calificó la canción de "un himno romántico soñador y adolescente". Isis Briones, de Teen Vogue, dijo que la canción "tiene un comienzo de guitarra suave y se acumula hasta una suave melodía de baile, perfecta para una noche de verano discreta con tus mejores amigos gracias a las pegadizas letras y a las suaves transiciones de Zedd, instantáneamente captarás todas las palabras de la canción después de solo escucharla unas cuantas veces. No hay duda de que este sencillo pronto llegará a las listas, en él temprano y añádelo a su lista de reproducción CUANTO ANTES."

## Vídeo musical
El vídeo musical fue dirigido por Darren Craig, fue lanzado el 27 de septiembre de 2016. Muestra a Steinfeld bailando con cuatro bailarines de respaldo masculinos sin camisa, así como un cameo de Grey.

## Posicionamiento en listas

### Semanales
| Alemania        | Official German Charts  | 47 |
| Australia       | ARIA Top 100 Singles    | 5  |
| Austria         | Ö3 Austria Top 40       | 31 |
| Bélgica (Fl)    | Ultratop                | 20 |
| Bélgica (W)     | Ultratip                | 7  |
| Canadá          | Canadian Hot 100        | 12 |
| Dinamarca       | Tracklisten             | 36 |
| Eslovaquia      | Singles Digital Top 100 | 18 |
| Escocia         | Scottish Singles Chart  | 3  |
| Estados Unidos  | Billboard Hot 100       | 12 |
| Estados Unidos  | Pop Songs               | 9  |
| Estados Unidos  | Adult Pop Songs         | 24 |
| Estados Unidos  | Dance/Mix Show Airplay  | 17 |
| Irlanda         | IRMA                    | 8  |
| Italia          | FIMI                    | 39 |
| Noruega         | VG-lista                | 11 |
| Nueva Zelanda   | NZ Top 40 Singles Chart | 5  |
| Países Bajos    | Dutch Top 40            | 11 |
| Polonia         | Polish Airplay Top 100  | 63 |
| Portugal        | AFP                     | 20 |
| Reino Unido     | UK Singles Chart        | 5  |
| República Checa | Singles Digitál Top 100 | 10 |
| Suecia          | Sverigetopplistan       | 15 |
| Suiza           | Schweizer Hitparade     | 45 |

### Anuales
| País           | Lista (2016)            | Posición |
| -------------- | ----------------------- | -------- |
| Australia      | ARIA Top 100 Singles    | 36       |
| Canadá         | Canadian Hot 100        | 88       |
| Dinamarca      | Tracklisten             | 82       |
| Estados Unidos | Billboard Hot 100       | 94       |
| Indonesia      | CreativeDisc Top 50     | 47       |
| Nueva Zelanda  | NZ Top 40 Singles Chart | 49       |
| Países Bajos   | Dutch Top 40            | 72       |
| Reino Unido    | UK Singles Chart        | 57       |

### Certificaciones
| País           | Organismo certificador | Certificación | Ventas certificadas | Ref.   |
| -------------- | ---------------------- | ------------- | ------------------- | ------ |
| Australia      | ARIA                   | 2× Platino    | 140 000             | [ 38 ] |
| Bélgica        | BEA                    | Oro           | 15 000              | [ 39 ] |
| Canadá         | Music Canada           | 3× Platino    | 300 000             | [ 40 ] |
| Dinamarca      | IFPI — Dinamarca       | Oro           | 30 000              | [ 41 ] |
| Estados Unidos | RIAA                   | 3x Platino    | 3 000 000           | [ 42 ] |
| Italia         | FIMI                   | Platino       | 50 000              | [ 43 ] |
| Nueva Zelanda  | RMNZ                   | Platino       | 30 000              | [ 44 ] |
| Reino Unido    | BPI                    | Platino       | 600 000             | [ 45 ] |
| Suecia         | IFPI — Suecia          | Platino       | 40 000              | [ 46 ] |